# Comuna Stavceanî, Pustomîtî
Stavceanî (în ucraineană Ставчани) este o comună în raionul Pustomîtî, regiunea Liov, Ucraina, formată din satele Dibrivkî, Pidhaiți și Stavceanî (reședința).

## Demografie
Componența lingvistică a comunei Stavceanî
     Ucraineană (99,95%)
Conform recensământului din 2001, majoritatea populației comunei Stavceanî era vorbitoare de ucraineană (99,95%), existând în minoritate și vorbitori de alte limbi.